# Aleurolobus bidentatus
Aleurolobus bidentatus là một loài côn trùng cánh nửa trong họ Aleyrodidae, phân họ Aleyrodinae.
Aleurolobus bidentatus được Singh miêu tả khoa học đầu tiên năm 1940.